# Вильнёв (Альпы Верхнего Прованса)
Вильнёв (фр. Villeneuve, окс. Vilanòva) — коммуна во Франции, находится в регионе Прованс — Альпы — Лазурный Берег. Департамент коммуны — Альпы Верхнего Прованса. Входит в состав кантона Форкалькье. Округ коммуны — Форкалькье.
Код INSEE коммуны — 04242.

## Население
Население коммуны на 2008 год составляло 3444 человека.
| 1962 | 1968 | 1975 | 1982 | 1990 | 1999 | 2008 |
| ---- | ---- | ---- | ---- | ---- | ---- | ---- |
| 639  | 861  | 1144 | 1730 | 2516 | 2964 | 3444 |

## Климат
Климат средиземноморский, лето жаркое и сухое, зимой прохладно, часто бывают заморозки.
| Показатель                           | Янв. | Фев. | Март | Апр. | Май  | Июнь | Июль | Авг. | Сен. | Окт. | Нояб. | Дек. | Год  |
| ------------------------------------ | ---- | ---- | ---- | ---- | ---- | ---- | ---- | ---- | ---- | ---- | ----- | ---- | ---- |
| Средний максимум, °C                 | 8,6  | 10,9 | 15,4 | 16,9 | 21,4 | 25,8 | 29,3 | 28,9 | 24,0 | 18,5 | 12,7  | 9,3  | 18,5 |
| Средняя температура, °C              | 4,3  | 6,2  | 8,2  | 11,1 | 15,1 | 19,3 | 22,4 | 22,0 | 18,0 | 13,4 | 8,2   | 5,2  | 12,8 |
| Средний минимум, °C                  | −0,0 | 0,5  | 3,0  | 5,4  | 8,9  | 12,8 | 15,4 | 15,2 | 12,0 | 8,2  | 3,8   | 1,1  | 7,2  |
| Норма осадков, мм                    | 27   | 25   | 24   | 44   | 40   | 28   | 21   | 33   | 46   | 54   | 53    | 31   | 426  |
| Источник: Relevé météo de Villeneuve |      |      |      |      |      |      |      |      |      |      |       |      |      |

## Экономика
В 2007 году среди 2196 человек в трудоспособном возрасте (15—64 лет) 1573 были экономически активными, 623 — неактивными (показатель активности — 71,6 %, в 1999 году было 66,4 %). Из 1573 активных работали 1384 человека (722 мужчины и 662 женщины), безработных было 189 (90 мужчин и 99 женщин). Среди 623 неактивных 183 человека были учениками или студентами, 244 — пенсионерами, 196 были неактивными по другим причинам.

## Достопримечательности
- Приходская церковь Сен-Сатюрнен, исторический памятник с 28 декабря 1926 года
- Часовня Нотр-Дам-де-ла-Рош
- Руины замка (XI век)
- Исторический музей

## Фотогалерея
- Вильнёв
- Церковь Сен-Сатюрнен
- Часовня Нотр-Дам-де-ла-Рош
- Автобусная остановка